# Rugby Europe Trophy 2022/2023
Rugby Europe Trophy – drugi poziom rozgrywek w ramach siódmego w historii sezonu Rugby Europe International Championships.
Format tej grupy rozgrywek uległ zmianie w porównaniu do poprzedniej edycji. Wobec reformy wyższego poziomu, Championship, na który awansowały trzy zespoły (Belgia, Polska, Niemcy), skład rozgrywek Trophy uzupełniono o dwie najlepsze drużyny z poziomu Conference 1 (Chorwacja, Szwecja), a jego liczebność zmniejszono do pięciu zespołów.
Zmiany spowodowały też, że w sezonie 2022/2023 zlikwidowano możliwość awansu z poziomu Trophy na poziom Championship – rozstrzygnięcie tej kwestii miało odbywać się w cyklu dwuletnim, to jest po sezonie 2023/2024.
Zmagania jednoznacznie wygrała reprezentacja Szwajcarii, która wygrała wszystkie swoje mecze. Ostatnie miejsce zajęła Chorwacja. Już po zakończeniu rozgrywek wiosną 2023 roku Rugby Europe przekazało, że wobec planowanego powiększenia poziomu Trophy do sześciu drużyn najsłabszy zespół pozostanie w rozgrywkach na następny sezon

## Tabela
|   | Drużyna    | Mecze | Wygrane | Remisy | Przegrane | Bilans punktów | Różnica | Punkty dodatkowe | Punkty |
| - | ---------- | ----- | ------- | ------ | --------- | -------------- | ------- | ---------------- | ------ |
| 1 | Szwajcaria | 4     | 4       | 0      | 0         | 205:72         | +133    | 3                | 19     |
| 2 | Ukraina    | 4     | 2       | 0      | 2         | 117:135        | −18     | 1                | 9      |
| 3 | Szwecja    | 4     | 2       | 0      | 2         | 82:139         | −57     | 1                | 9      |
| 4 | Litwa      | 4     | 1       | 0      | 3         | 97:122         | −25     | 3                | 7      |
| 5 | Chorwacja  | 4     | 1       | 0      | 3         | 100:133        | −33     | 1                | 5      |

## Spotkania
| 22 października 202214:15 CEST (UTC+2) | Chorwacja                                        | 22:27(10:24) | Ukraina                                                                    | Stadion NŠC Stjepan Spajić, Zagrzeb Widzów: 650 Sędzia: Pedro Mendes Silva |
| 22 października 202214:15 CEST (UTC+2) | Jurišić 12 (P 2pd K), Grčić 5 (P), Jurlina 5 (P) | 22:27(10:24) | Kosariew 10 (2pd 2K), Manukian 5 (P), Radczuk 5 (P), karne przyłożenie – 7 | Stadion NŠC Stjepan Spajić, Zagrzeb Widzów: 650 Sędzia: Pedro Mendes Silva |
| 22 października 202214:15 CEST (UTC+2) | Carewski                                         | 22:27(10:24) |                                                                            | Stadion NŠC Stjepan Spajić, Zagrzeb Widzów: 650 Sędzia: Pedro Mendes Silva |

| 29 października 202214:00 CEST (UTC+2) | Szwecja                                                                                                  | 37:17(25:10) | Chorwacja                                         | Stockholms stadion, Sztokholm Widzów: 1500 Sędzia: Eugeniu Procopi |
| 29 października 202214:00 CEST (UTC+2) | Murphy 10 (2P), Nylén 7 (2pd K), Iuta Fryxell 5 (P), Kalling-Smith 5 (P), Karlsson 5 (P), Nordgren 5 (P) | 37:17(25:10) | Pavlović 7 (2pd K), Altamirano 5 (P), Miloš 5 (P) | Stockholms stadion, Sztokholm Widzów: 1500 Sędzia: Eugeniu Procopi |
| 29 października 202214:00 CEST (UTC+2) | Galić | 37:17(25:10) |                                                   | Stockholms stadion, Sztokholm Widzów: 1500 Sędzia: Eugeniu Procopi |

| 5 listopada 202214:00 CET (UTC+2) | Litwa | 39:20(20:17) | Ukraina                               | Šiaulių regbio stadionas, Szawle Widzów: 650–700 Sędzia: Sulchani Czichladze |
| 5 listopada 202214:00 CET (UTC+2) | Vilimavičius 12 (P 2pd K), Bagužis 10 (2P), Krasauskas 5 (P), Lianzbergas 5 (P), Mikalčius 5 (P), Bagarauskas 2 (pd) | 39:20(20:17) | Kosariew 10 (P pd K), Radczuk 10 (2P) | Šiaulių regbio stadionas, Szawle Widzów: 650–700 Sędzia: Sulchani Czichladze |

| 5 listopada 202214:00 CET (UTC+1) | Szwecja                                          | 12:69(7:29) | Szwajcaria | Malmö stadion, Malmö Widzów: 200 Sędzia: Iñaki Muñoz |
| 5 listopada 202214:00 CET (UTC+1) | Iuta Fryxell 5 (P), Melander 5 (P), Nylén 2 (pd) | 12:69(7:29) | Perrod 11 (4pd K), Lin 10 (2P), Malyon 10 (2P), Porcher 8 (4pd), Gorman 5 (P), Hallam 5 (P), Holenstein 5 (P), Meyer 5 (P), Vial 5 (P), Vögtli 5 (P) | Malmö stadion, Malmö Widzów: 200 Sędzia: Iñaki Muñoz |
| 5 listopada 202214:00 CET (UTC+1) | Holenstein                                       | 12:69(7:29) | | Malmö stadion, Malmö Widzów: 200 Sędzia: Iñaki Muñoz |

| 12 listopada 202215:00 CET (UTC+1) | Szwajcaria                                                                                               | 45:6(14:6) | Litwa               | Stade Juan Antonio Samaranch, Lozanna Widzów: 650 Sędzia: John Catteau |
| 12 listopada 202215:00 CET (UTC+1) | Perrod 15 (6pd K), Cramont 5 (P), Gorman 5 (P), Heinrich 5 (P), Holenstein 5 (P), Lin 5 (P), Meyer 5 (P) | 45:6(14:6) | Vilimavičius 6 (2K) | Stade Juan Antonio Samaranch, Lozanna Widzów: 650 Sędzia: John Catteau |
| 12 listopada 202215:00 CET (UTC+1) | Holenstein                                                                                               | 45:6(14:6) | Bagužis · Staniulis | Stade Juan Antonio Samaranch, Lozanna Widzów: 650 Sędzia: John Catteau |

| 11 marca 202314:00 CET (UTC+1) | Ukraina                               | 32:59(18:33) | Szwajcaria | Stadion Lučko, Zagrzeb Widzów: 150 Sędzia: Thomas Semin |
| 11 marca 202314:00 CET (UTC+1) | Szaszero 17 (P 3pd 2K), Orłow 15 (3P) | 32:59(18:33) | Porcher 17 (P 6pd), Roberson 15 (3P), Gorman 5 (P), Hallam 5 (P), Lin 5 (P), Voegtli 5 (P), karne przyłożenie – 7 | Stadion Lučko, Zagrzeb Widzów: 150 Sędzia: Thomas Semin |
| 11 marca 202314:00 CET (UTC+1) | Korowin · Woda                        | 32:59(18:33) | | Stadion Lučko, Zagrzeb Widzów: 150 Sędzia: Thomas Semin |

| 18 marca 202315:30 CET (UTC+2) | Ukraina                                                                      | 38:15(17:3) | Szwecja                                      | Stadion Stari plac, Split Widzów: 250 Sędzia: John Catteau |
| 18 marca 202315:30 CET (UTC+2) | Szaszero 23 (2P 5pd K), Karasewycz 5 (P), Nowikow 5 (P), Prymuszenecki 5 (P) | 38:15(17:3) | Marani 5 (P), Nordgren 5 (P), Nylén 5 (pd K) | Stadion Stari plac, Split Widzów: 250 Sędzia: John Catteau |
| 18 marca 202315:30 CET (UTC+2) | Nowikow                                                                      | 38:15(17:3) |                                              | Stadion Stari plac, Split Widzów: 250 Sędzia: John Catteau |

| 25 marca 202314:00 EET (UTC+2) | Litwa                                                                       | 37:39(27:14) | Chorwacja                                                                  | Šiaulių regbio stadionas, Szawle Widzów: 600 Sędzia: Ignacio Muñoz Martín |
| 25 marca 202314:00 EET (UTC+2) | Bagužis 15 (3P), Vilimavičius 12 (3pd 2K), Jankaitis 5 (P), Mikalčius 5 (P) | 37:39(27:14) | Newton 16 (2pd 4K), Jurišić 10 (2P), Galić 5 (P), Mauʻu 5 (P), Grčić 3 (K) | Šiaulių regbio stadionas, Szawle Widzów: 600 Sędzia: Ignacio Muñoz Martín |
| 25 marca 202314:00 EET (UTC+2) | Mauʻu                                                                       | 37:39(27:14) |                                                                            | Šiaulių regbio stadionas, Szawle Widzów: 600 Sędzia: Ignacio Muñoz Martín |

| 1 kwietnia 202314:00 EEST (UTC+3) | Litwa                                                  | 15:18(12:13) | Szwecja                                             | Šiaulių regbio stadionas, Szawle Sędzia: Łukasz Jasiński |
| 1 kwietnia 202314:00 EEST (UTC+3) | Strigunas 5 (P), Taujanskas 5 (P), Trumpickas 5 (pd K) | 15:18(12:13) | Nylén 8 (pd 2K), Axelsson 5 (P), Iuta Fryxell 5 (P) | Šiaulių regbio stadionas, Szawle Sędzia: Łukasz Jasiński |
| 1 kwietnia 202314:00 EEST (UTC+3) | Skruibys                                               | 15:18(12:13) | Loman                                               | Šiaulių regbio stadionas, Szawle Sędzia: Łukasz Jasiński |

| 1 kwietnia 202316:00 CEST (UTC+3) | Chorwacja                                                 | 22:32(17:10) | Szwajcaria                                                            | Gradski sportski centar, Makarska Widzów: 3000 Sędzia: Joshua Ferreira |
| 1 kwietnia 202316:00 CEST (UTC+3) | Newton 7 (2pd K), Čorić 5 (P), Perić 5 (P), Svaguša 5 (P) | 22:32(17:10) | Porcher 17 (P 3pd 2K), Flückiger 5 (P), Roberson 5 (P), Vincent 5 (P) | Gradski sportski centar, Makarska Widzów: 3000 Sędzia: Joshua Ferreira |